# Telegiornale (RAI)
Il Telegiornale è stato il primo telegiornale trasmesso in Italia per la prima volta nel 1954. Trasmesso dalla Rai sul Programma Nazionale, acquisiva il nome di Telegiornale del 2º programma quando andava in onda sulla seconda rete, fino al 1976 quando, in seguito alla riforma della RAI del 1975, fu diviso in due programmi indipendenti per i rispettivi canali.

## Storia
Il primo telegiornale in Italia fu trasmesso alle ore 21:00 del 10 settembre 1952, segnando l'inizio di una nuova era nella storia dell'informazione televisiva italiana. La trasmissione durò solo 15 minuti, durante i quali furono presentati servizi su eventi rilevanti come la regata storica di Venezia, i funerali del conte Carlo Sforza, la campagna elettorale negli Stati Uniti, la corrida portoghese e il Gran Premio di Formula 1 a Monza. Il primo annunciatore della storia del telegiornale italiano fu Riccardo Paladini, un romano già noto come presentatore e speaker. Paladini continuò a ricoprire questo ruolo anche dopo l'inizio delle trasmissioni regolari della RAI, a partire dal 3 gennaio 1954. La versione sperimentale del telegiornale fu diretta da Vittorio Veltroni. Nonostante le limitate risorse tecniche, il telegiornale includeva una sigla, un adattamento del jingle Giramondo, tratto dal programma radiofonico I tre moschettieri.
Dal 3 febbraio 1957, con la nascita di Carosello, l'orario di messa in onda venne anticipato alle 20:30.

### La riforma del 1975
In seguito alla riforma della RAI del 1975, il Telegiornale fu diviso in due programmi indipendenti con una propria redazione: il TG1 per la Rete 1 e il TG2 per la Rete 2. La prima edizione come TG1 (e del TG2) risale al 15 marzo 1976.

## Redazione
Fra i vari giornalisti che subentrarono agli speaker, cioè gli annunciatori (non giornalisti), alternandosi nella conduzione perciò non più anonima, vi furono Andrea Barbato, Piero Angela, Sergio Telmon, Tito Stagno (anche giornalista sportivo, commentatore del primo allunaggio Apollo), Gustavo Selva (discusso commentatore politico), Paolo Cavallina, Vittorio Orefice (portavoce dal Parlamentare), Gianni Pasquarelli, Vittorio Citterich, Piergiorgio Branzi, Giuseppe Vannucchi, Lello Bersani, Maurizio Barendson (giornalista sportivo), Mario Pastore, Ettore Masina, Tito Cortese (anche corrispondente dalla Germania), Arrigo Levi, Bianca Maria Piccinino, Brunella Tocci, Angela Buttiglione. Gli inviati storici: Sandro Paternostro dal Regno Unito, Ilario Fiore dalla Spagna (poi dalla Cina), Demetrio Volcic dall'allora Unione Sovietica, Ruggero Orlando dagli Stati Uniti d'America e Carlo Bonetti da Parigi. Dalle redazioni locali: Beppe Barletti, Luciano Lombardi, Elio Sparano, Cesare Viazzi.

## Direttori
| Nome               | Inizio carriera | Fine carriera   |
| ------------------ | --------------- | --------------- |
| Vittorio Veltroni  | 3 gennaio 1954  | 28 giugno 1956  |
| Massimo Rendina    | 29 giugno 1956  | 5 luglio 1959   |
| Leone Piccioni     | 6 luglio 1959   | 3 novembre 1961 |
| Enzo Biagi         | 4 novembre 1961 | 29 aprile 1962  |
| Giorgio Vecchietti | 30 aprile 1962  | 17 ottobre 1965 |
| Fabiano Fabiani    | 18 ottobre 1965 | 9 luglio 1967   |
| Villy de Luca      | 10 luglio 1967  | 14 marzo 1976   |